# Travertino

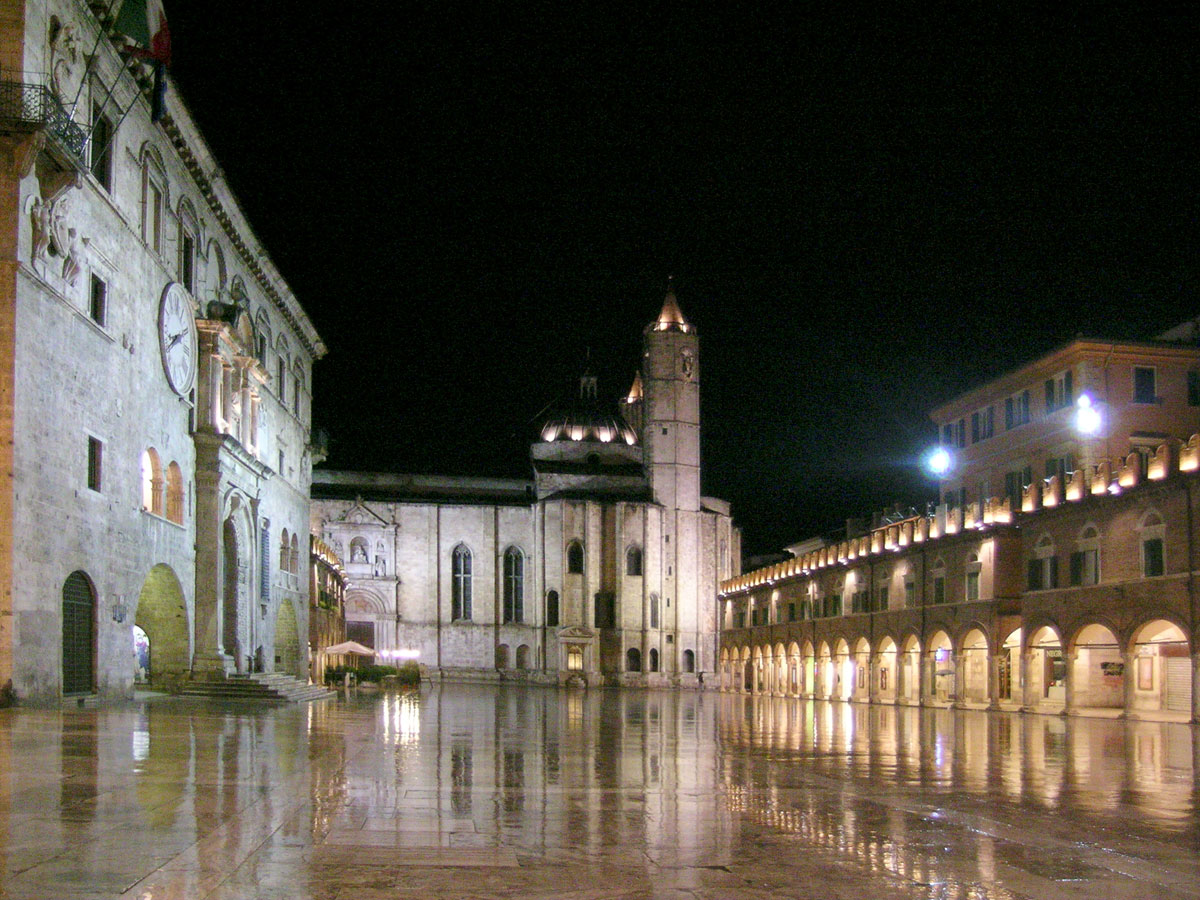
Piazza del Popolo di Ascoli Piceno. La piazza e tutto il centro storico sono costruiti interamente in travertino

Il travertino è un tipo di roccia sedimentaria calcarea di colore chiaro, giallognolo di origine chimica. Sono tipiche del travertino le piccole cavità presenti nella struttura semicompatta. Molto resistente agli agenti atmosferici, il travertino è usato sin dall'antichità romana nell'edilizia come materiale da costruzione e ornamentale.
In Italia, estesi depositi di travertino si trovano in: Toscana, Lazio, Umbria e Marche. 

## Etimologia
La parola "travertino" deriva dal latino lapis tiburtinus, ossia pietra di Tibur, antico nome dell'attuale città di Tivoli, nel Lazio, vicino a cui si trova un'importante cava della roccia.

## Morfologia
La differenza tra il deposito calcareo di tipo spugnoso e il banco di travertino è data sostanzialmente dalla conformazione geologica del terreno di formazione: il calcare è uno dei depositi più frequenti in natura essendo prodotto dalla precipitazione di carbonato di calcio (CaCO3) disciolto nell'acqua.
Un ambiente continentale subaereo in cui la soluzione calcarea abbia avuto il tempo di ristagnare e sedimentarsi in un territorio pianeggiante, abbastanza vicina alla superficie da poter attraversare cicli di emersione e sommersione, poco disturbata da acque sorgive o correnti, favorisce la formazione del travertino.
Il colore del travertino dipende dagli ossidi che ha incorporato (cosa che accade abbastanza facilmente, essendo di sua natura una pietra abbastanza porosa). La colorazione naturale varia dal bianco latte al noce, attraverso varie sfumature dal giallo al marrone scuro. È frequente incontrarvi impronte fossili di animali e piante.

## Merceologia

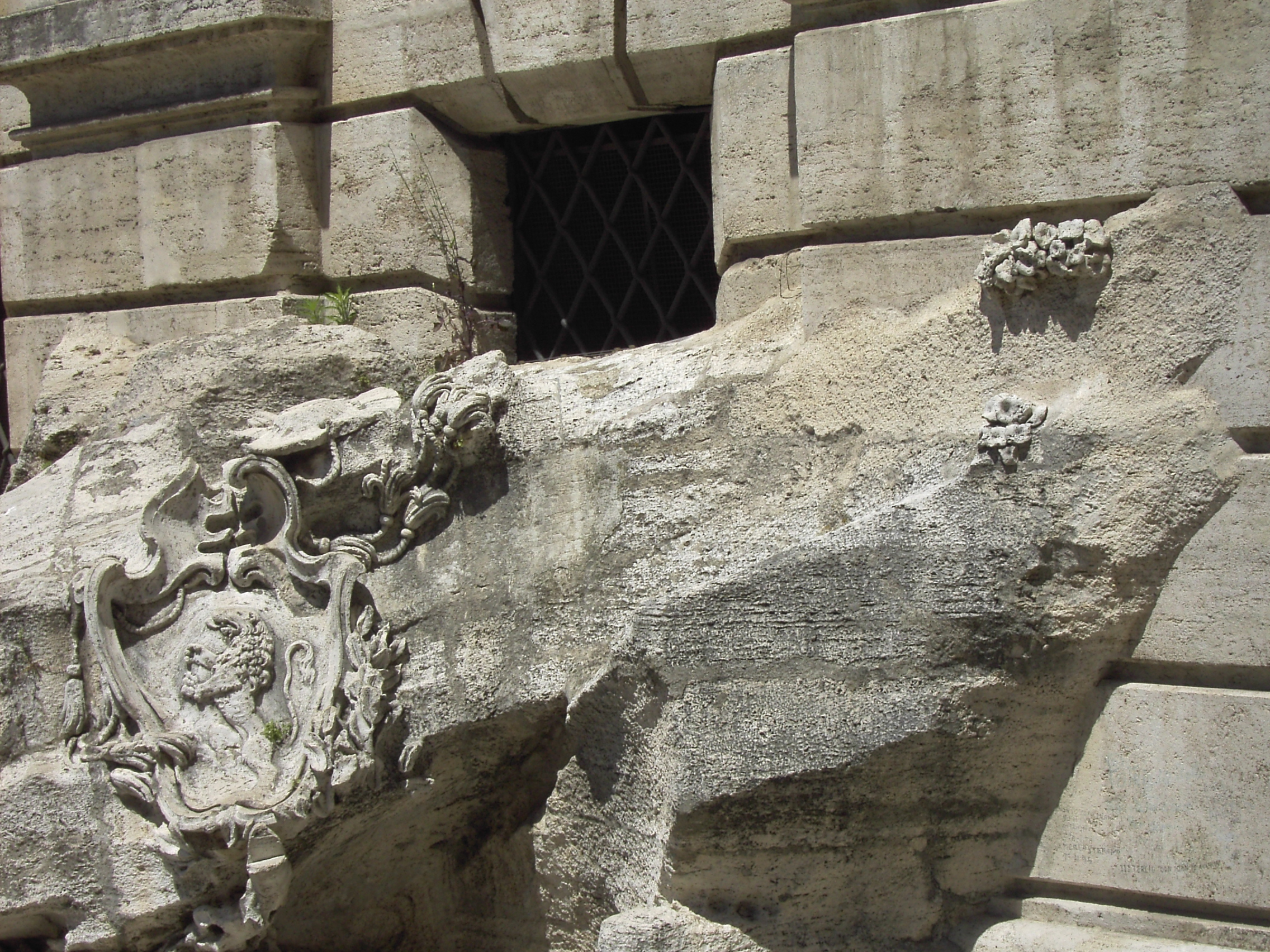
Travertino scolpito a Fontana di Trevi (Roma)

La qualità industriale del banco sedimentario dipende sostanzialmente dalla sua compattezza. In generale, comunque, il travertino è una pietra robusta e docile, utilizzabile dai pavimenti ai rivestimenti sia esterni che interni, e anche, in alcuni casi, per scultura.
La qualità estetica è ormai definita dagli architetti, essendosi molto raffinati, negli ultimi cinquant'anni, i metodi di lavorazione industriale, e moltiplicati i trattamenti possibili.
Nella terminologia commerciale, regolata in Italia dalla normativa UNI-4858, si indica con «travertino» una roccia a struttura vacuolare, talvolta lucidabile, costituita da carbonati di origine sedimentaria, usata sia come materiale da costruzione che da decorazione.
In Italia, i travertini migliori provengono dalla pianura sotto Tivoli (oggi in larga parte afferente al comune di Guidonia). I latini lo chiamarono lapis tiburtinus, e ne fecero una delle principali risorse edilizie della città, quando cominciarono ad arricchirla di pietre diverse dai tufi locali. Così tipico ne fu l'uso, che in italiano fu poi denominato «travertino romano», e largamente usato (o riusato, cavandolo dai monumenti antichi) dalla fine del medioevo in poi.
Esistono però giacimenti di travertino anche in Toscana (come il travertino di Siena ed il travertino di Saturnia a Manciano, in provincia di Grosseto), in Umbria e nelle Marche. Il centro storico di Ascoli Piceno è interamente costruito con questa pietra dal colore caldo, utilizzata nella costruzione di chiese, palazzi e piazze.
Altri giacimenti cominciano ad essere sfruttati in nord Africa (Tunisia) e nel sud America (Cile).

## Storia

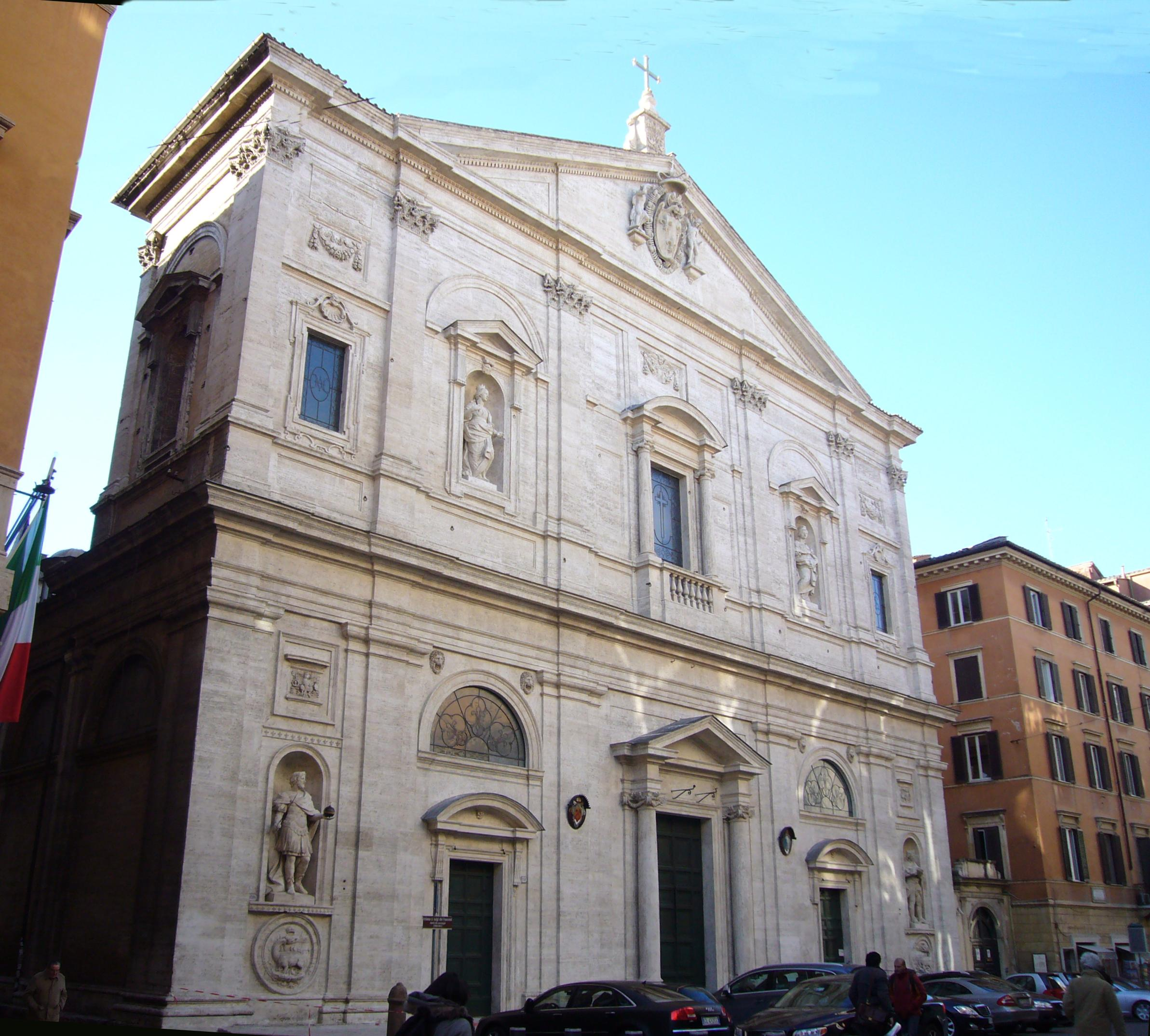
Il travertino della facciata della chiesa di San Luigi dei Francesi in Roma.

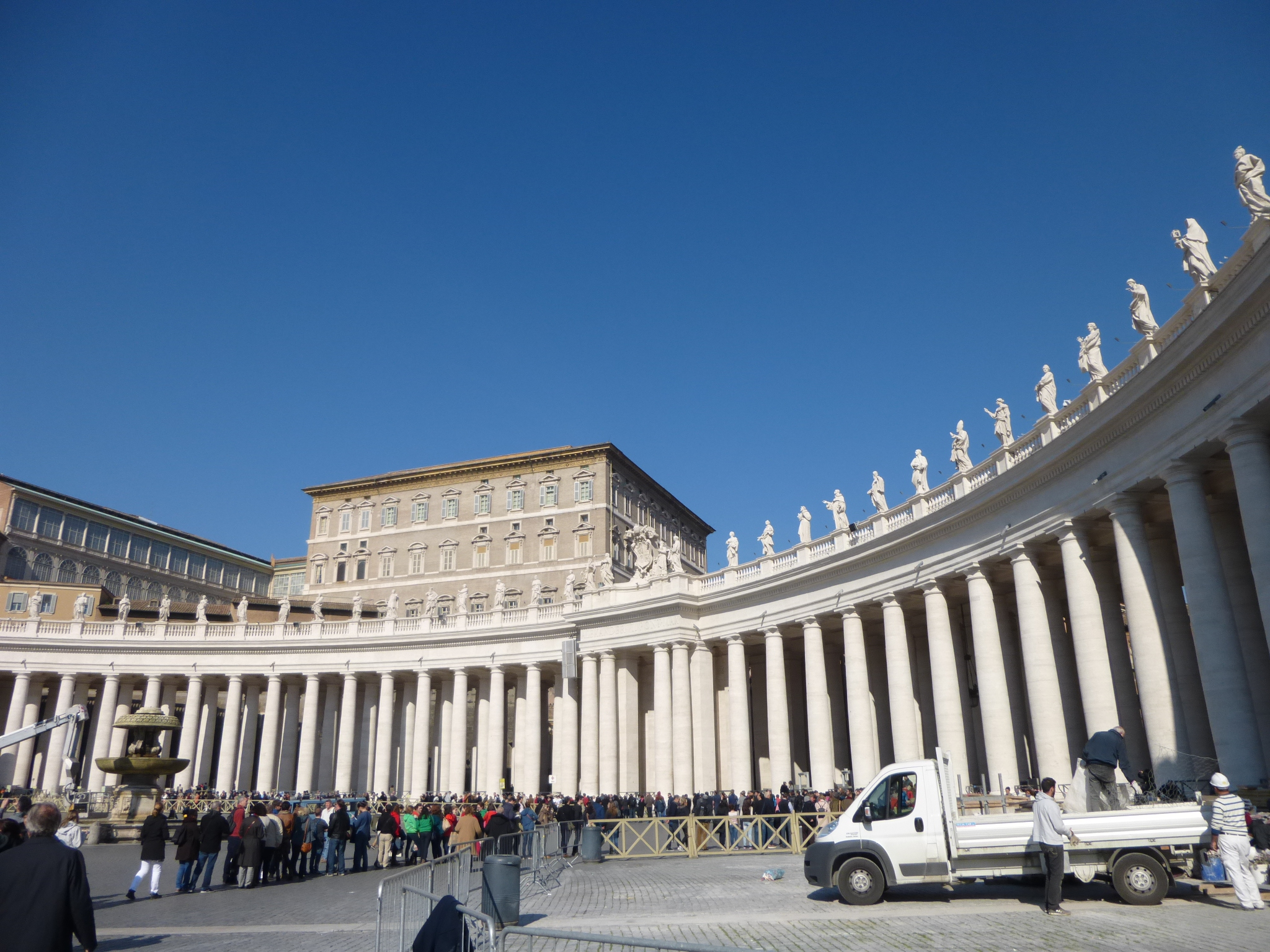
Il colonnato di piazza San Pietro appena restaurato

Prima dell'industrializzazione spinta dell'estrazione, avvenuta a partire dal boom edilizio italiano del secondo dopoguerra, lo stato e la localizzazione della produzione erano rimasti pressappoco quelli descritti qui di seguito a metà dell'Ottocento:
Nella cava cui danno il nome "delle Caprine" sulla direzione di Monticelli il travertino è di color bianco giallognolo più duro e compatto di qualunque altro.

Nella cava chiamata "delle Fosse" ch'è ne' piani di san Clemente si estrae il travertino più chiaro, più tenero e più bucherato: questa cava fu scelta dal cavalier Lorenzo Bernini per estrarre i travertini impiegati nella costruzione del celebre colonnato della piazza Vaticana, ed ivi per comodo degli operaj fu eretta una grande fabbrica che anche a di nostri porta il nome di "Casal Bernini". Finalmente fra la tenuta di Martellone ed i monti di Tivoli e precisamente nella contrada chiamata "il Varco", si vedono ancora le vestigia di altra cava usata dagli antichi romani la quale non è in attività perché produce travertino troppo compatto, e che non può lavorarsi se non con molta fatica e molta spesa. Vitruvio parlando del travertino così si esprime: Le pietre tiburtine e quelle che sono della stessa specie resistono a tutto, sì al peso, sì ancora alle ingiurie del tempo, ma non sono sicure dal fuoco, che anzi appena ne sono tocche scoppiano e si scheggiano, poiché il fuoco penetrando pe' vacui nell'interno e scacciatane con la sua attività l'aria vi prende forza e comunica alle parti la stessa sua ardente qualità.

L'anfiteatro Flavio, il teatro di Marcello e molti altri avanzi delle antiche fabbriche dimostrano che il travertino esposto all'aria non solamente resiste alle ingiurie del tempo, ma anzi diviene più saldo e compatto, e giustificano l'asserzione del dotto architetto.

Generalmente il travertino è poroso, ma talvolta se ne trova qualche pezzo compatto, ed allora prende un sufficiente pulimento. Giorgio Vasari loda molto per la qualità della pietra le due salamandre che in travertino si vedono scolpite sulla facciata della Chiesa di S. Luigi de' Francesi la quale tutta è raro esempio di travertino assai compatto. Sebbene questa specie di pietra abbia tolto il nome dalle abbondanti miniere che sono state e sono tuttora presso Tivoli; ciò non però si trova in altri luoghi, sì come non mancò Vitruvio d'indicare: ed in vero presso Fiano vi sono bellissimi travertini, e di quelli fu ricoperto il magnifico esterno della Basilica Vaticana, e quello di Civitavecchia presso le terme Taurine in alcune parti somiglia al marmo di Carrara.»
(Faustino Corsi, Delle pietre antiche trattato di Faustino Corsi romano, Roma 1845, pp. 75-76)